# Guadall d'Empúries-Rosselló
Guadall d'Empúries-Rosselló (segle ix - probablement 947) va ser bisbe d'Elna entre 920 i 947, succeint el seu germà Elmerad, ambdós fills del Comte d'Empúries i Rosselló, en Sunyer II. Al seu torn, el seu successor fou Riculf II, elegit en un concili de Narbona mentre Guadall es trobava malalt de mort, per evitar que el bisbat d'Elna caiguera en mans del Comtat de Cerdanya. Entre les seues obres més destacades es troba l'enriquiment del patrimoni de l'església d'Elna.